# Hermann Ulrich Asemissen
Hermann Ulrich Asemissen (* 1. November 1920 in Berlin; † 10. April 2006 in Kassel) war ein deutscher Philosoph und Kunsthistoriker.

## Leben
Asemissen wurde 1920 als Sohn von Hermann Egbert Asemissen und Anna Asemissen geborene Blumfeld in Berlin geboren. Er studierte Philosophie, Psychologie und Soziologie in Hamburg und Göttingen. Nach der Promotion im Jahr 1953 arbeitete er einige Jahre als Redakteur bei der Deutschen Universitäts-Zeitung. 1960 erhielt er eine Professur für Philosophie an der Kasseler Hochschule für bildende Künste, die später in der Gesamthochschule Kassel aufging. Sein Lehrstuhl trug die Bezeichnung philosophische Anthropologie und Ästhetik. 1980 erhielt er das Bundesverdienstkreuz 1. Klasse.

## Monographien
- Strukturanalytische Probleme der Wahrnehmung in der Phänomenologie Husserls, Köln: Kölner Universitäts-Verlag, 1957.
- Las Meninas von Diego Velazquez 1981.
- Jan Vermeer, die Malkunst : Aspekte eines Berufsbildes Frankfurt am Main: Fischer Taschenbuch, 1988.
- mit Gunter Schweikhart: Malerei als Thema der Malerei Berlin: Akademie Verlag, 1994.

## Aufsätze
- Ästhetische Ambivalenz. Spielarten der Doppeldeutigkeit in der Malerei, Vortrag im Hessischen Landesmuseum in Kassel am 2. Dezember 1988, Schriften der Kurhessischen Gesellschaft für Kunst und Wissenschaft, Heft 2/1989, hg. von der Kurhessischen Gesellschaft für Kunst und Wissenschaft mit Unterstützung des Kasseler Hochschulbundes und der Staatlichen Kunstsammlungen Kassel, 43 S.